# Hespérie de la crételle
Carterocephalus silvicola
Espèce
L’Hespérie de la crételle (Carterocephalus silvicolus ou C. silvicola) est un lépidoptère (papillon) de la famille des Hesperiidae, de la sous-famille des Heteropterinae et du genre Carterocephalus.

## Dénomination
Carterocephalus  silvicola a été décrit par Johann Wilhelm Meigen en 1829.

### Noms vernaculaires
L'Hespérie de la crételle se nomme en anglais Northern Checquered Skipper.

## Description

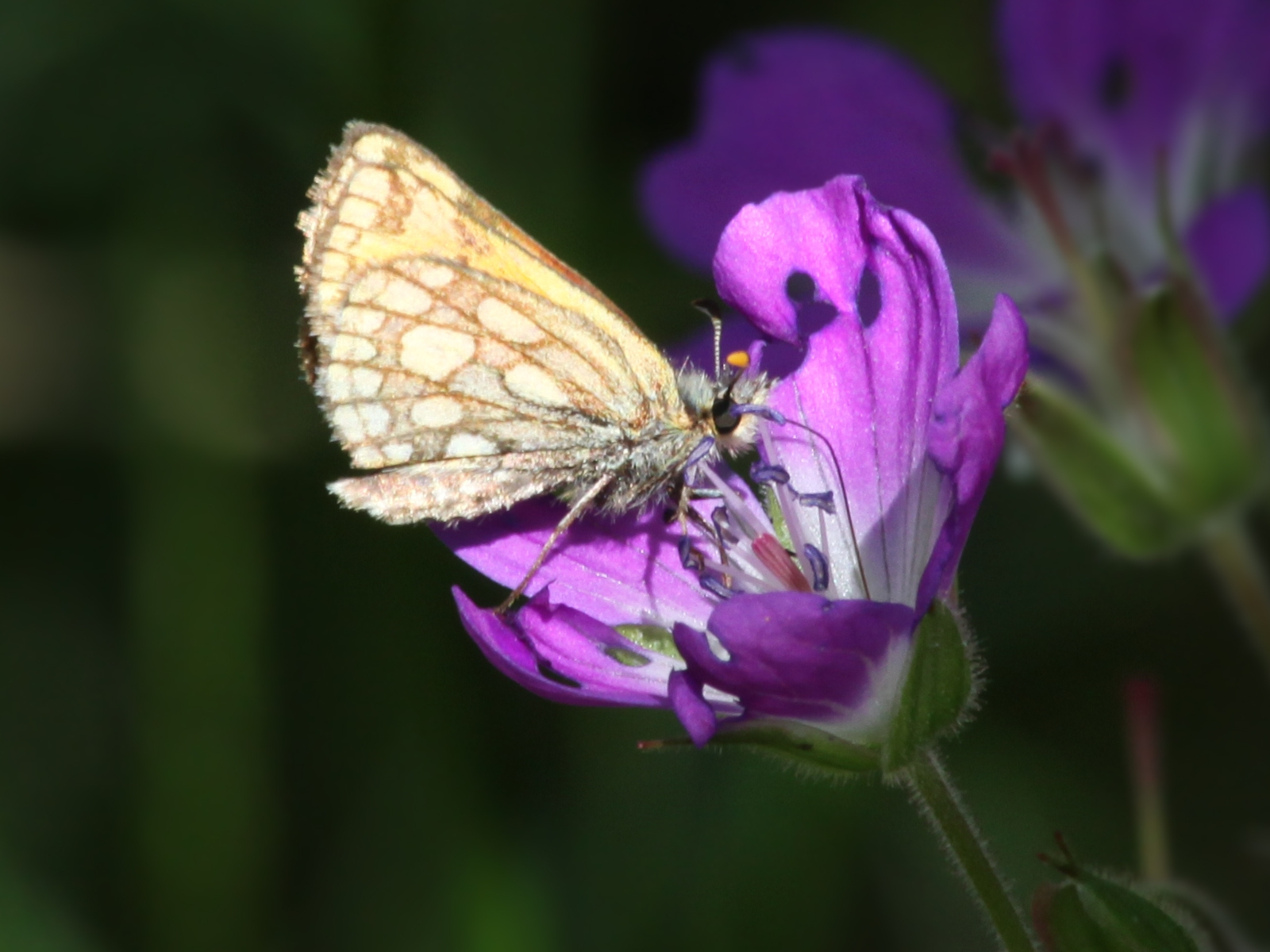
Revers

L'Hespérie de la crételle est un papillon de taille moyenne avec une envergure qui varie de 24 mm à 30 mm. Le dessus est de couleur orange très orné de marron avec aux antérieures une fine bordure, une ligne submarginale de points et des taches ovales et aux postérieures un fond marron couvert de grandes taches ovales orange qui peuvent ne laisser qu'une bordure marron,.

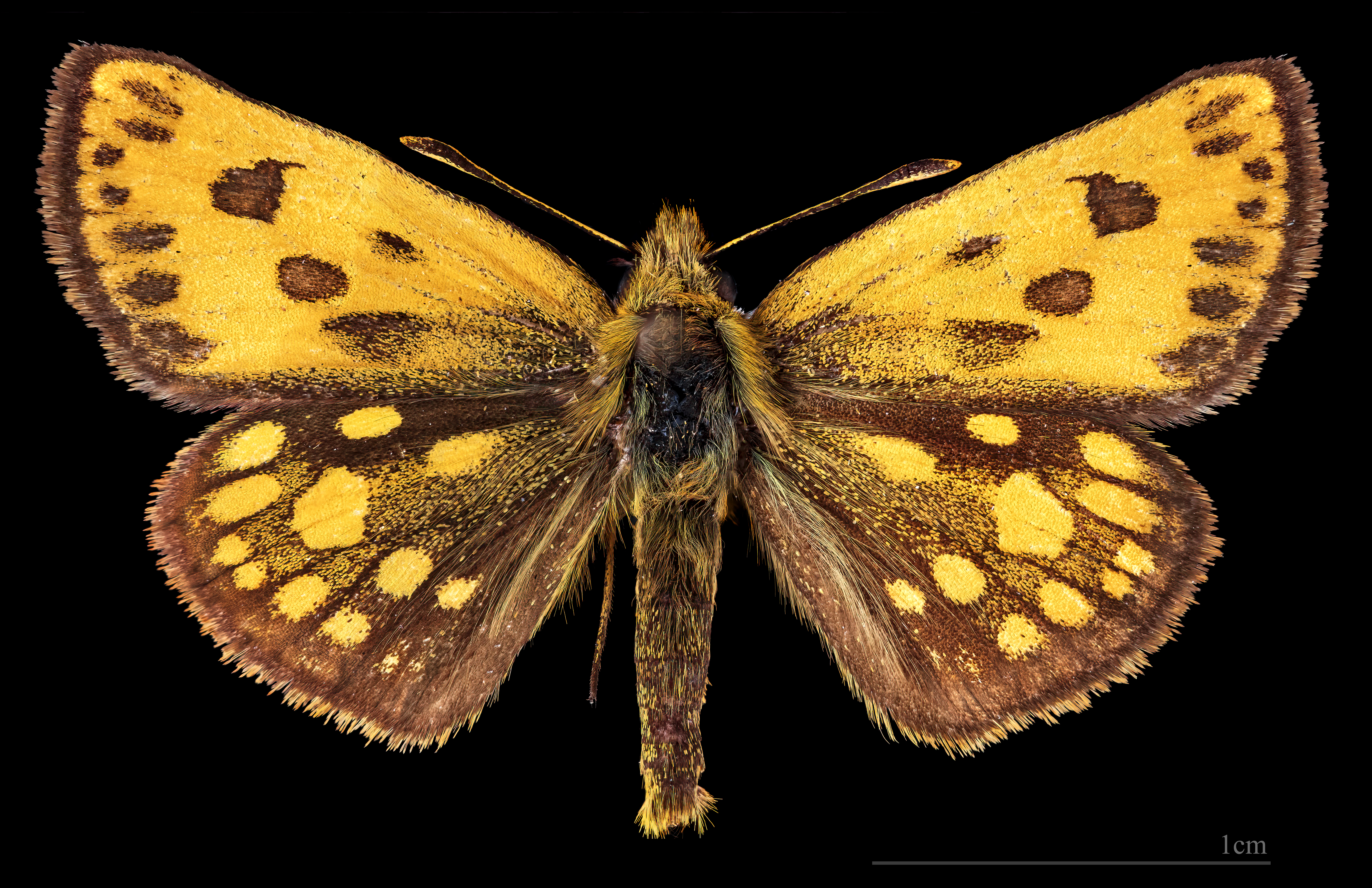
Carterocephalus silvicola ♂  MHNT
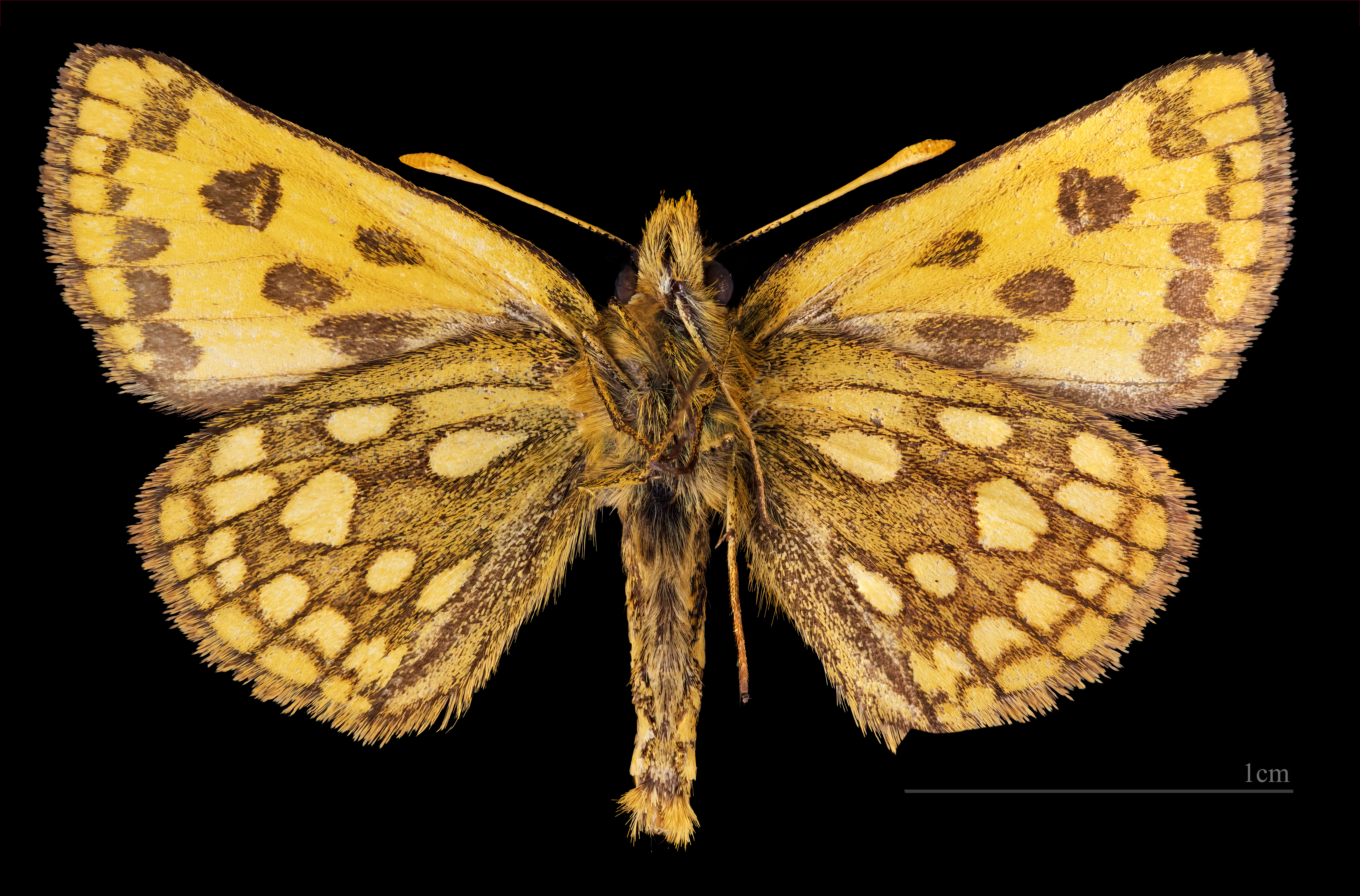
♂ △
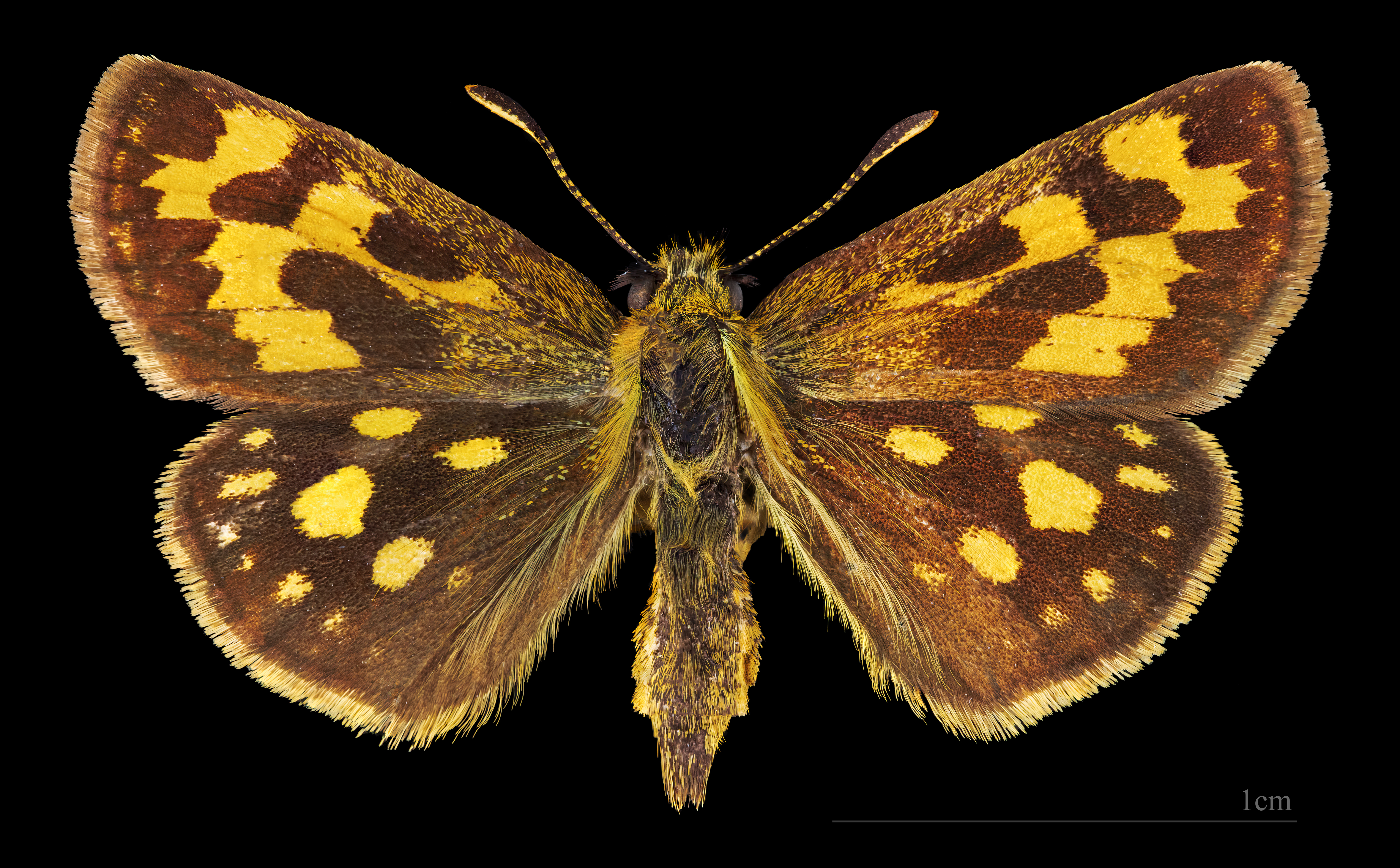
♀
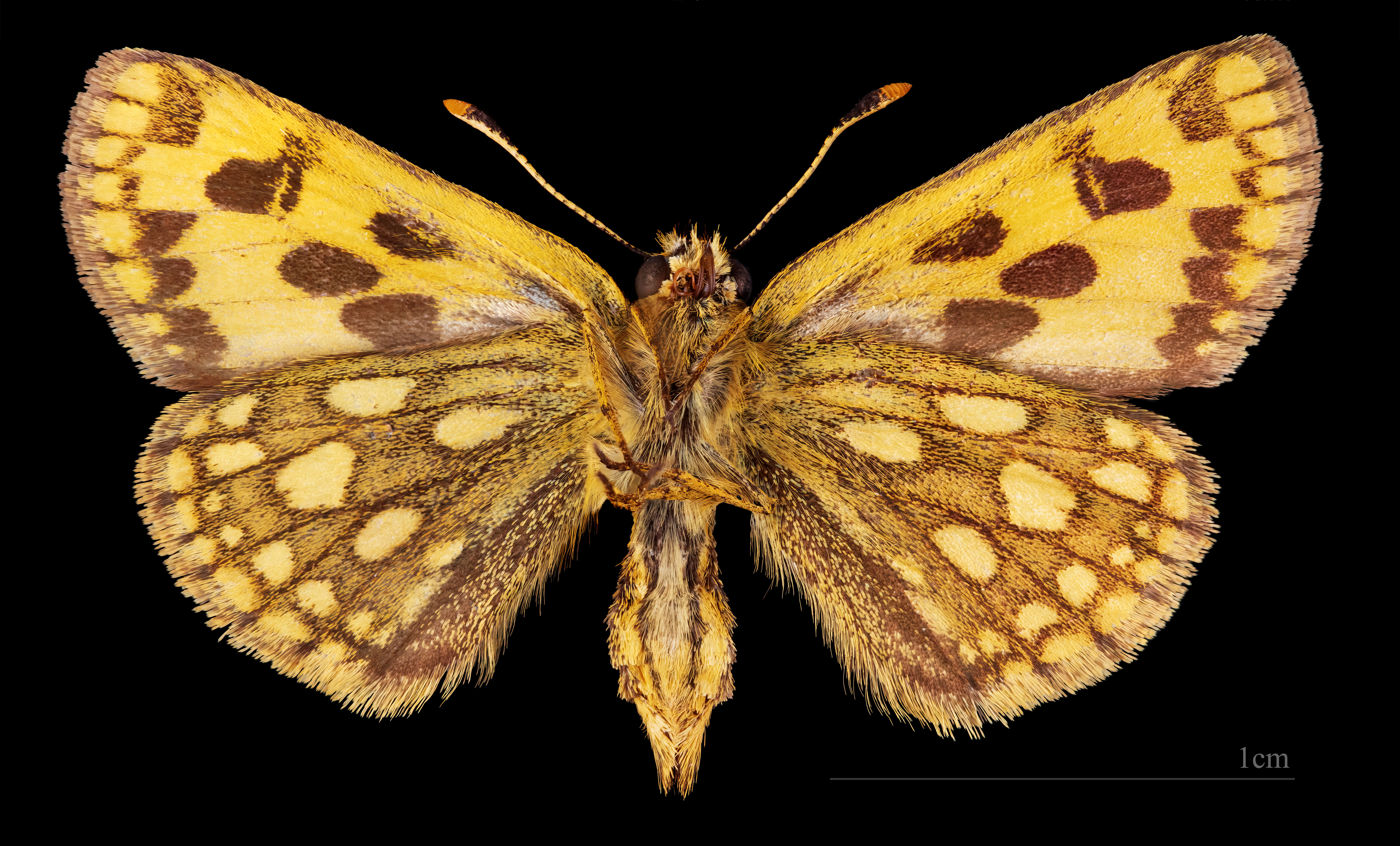
♀ △

### Chenille
Elle est de couleur blanc crème ornée de lignes sur le dos et les flancs.

## Biologie

### Période de vol et hivernation
L'Hespérie de la crételle vole en une seule génération de mai à juillet,.
L'Hespérie de la crételle hiverne au stade de chenille,.

### Plantes hôtes
Les plantes hôtes de sa chenille sont des poacées (graminées) : Bromus dont Bromus ramusa, Calamagrostis purpurea, Cynosurus dont Cynosurus cristatus, Elytrigia repens, Milium effusum,.

## Écologie et distribution
L'Hespérie de la crételle se rencontre dans le nord de l'Europe, nord de l'Allemagne et de la Pologne, États baltes, Danemark, Norvège, Suède et Finlande, et en Asie en Sibérie, en Mongolie au Kamtchatka et au Japon,.

### Biotope
L'Hespérie  de la crételle réside dans les clairières fleuries humides.

### Protection
L'Hespérie de la crételle figure sur la liste rouge des papillons diurnes de Norvège.